# Dusona genalis
Dusona genalis är en stekelart som först beskrevs av Thomson 1887.  Dusona genalis ingår i släktet Dusona och familjen brokparasitsteklar. Inga underarter finns listade i Catalogue of Life.